# Kemal Sunal
Kemal Sunal (Istanbul, 11 novembre 1944 – Istanbul, 3 luglio 2000) è stato un attore turco.

## Biografia
Considerato in patria come uno dei principali attori turchi di sempre, nacque nella capitale dove si laureò. Attivo in campo teatrale, debuttò nei primi anni settanta nella prima delle sue quasi cento pellicole cinematografiche. Nel 1975 fu protagonista nel film dal titolo "Hanzo" curiosamente simile a Bingo Bongo interpretato da Adriano Celentano che uscì nelle sale italiane ben 7 anni dopo. I due film hanno analoga trama con la differenza che in quello di produzione turca si parla di una sorta di uomo dei boschi cresciuto dagli orsi mentre in quello italiano di un personaggio scimmiesco cresciuto nella giungla. Altra analogia è la somiglianza tra i due attori protagonisti. Morì in volo durante un trasferimento da Istanbul a Trebisonda per le riprese del suo ultimo film, a seguito di un attacco cardiaco. Fu sepolto nel Cimitero di Zincirlikuyu a Istanbul.

## Filmografia
- Kapicilar Krali, regia di Zeki Ökten (1976)

## Premi e riconoscimenti

### Festival internazionale del cinema di Adalia
- 1977: - Miglior attore per Kapicilar Krali
- 1998: - Premio alla carriera